# Капленко Любов Кузьмівна
Любов Кузьмівна Капленко (нар. 16 квітня 1957, село Навози, тепер село Дніпровське Чернігівського району Чернігівської області) — українська радянська діячка, бригадир овочівницької бригади колгоспу імені Леніна Великобурлуцького району Харківської області. Депутат Верховної Ради УРСР 10—11-го скликань.

## Біографія
Освіта середня спеціальна. Член ВЛКСМ.
З 1976 року — бригадир овочівницької бригади колгоспу імені Леніна Великобурлуцького району Харківської області.
Потім — на пенсії в селі Плоске Великобурлуцького району Харківської області.

## Нагороди
- ордени
- медалі